# Callicostella mosenii
Callicostella mosenii är en bladmossart som beskrevs av Brotherus 1907. Callicostella mosenii ingår i släktet Callicostella och familjen Hookeriaceae. Inga underarter finns listade i Catalogue of Life.